# لينا بيرك
لينا بيرك هي عازفة بيانو ومغنية كوبية، ولدت في 18 فبراير 1978 في هافانا في كوبا.

## وصلات خارجية
- لينا بيرك على موقع IMDb (الإنجليزية)
- لينا بيرك على موقع ميوزك برينز (الإنجليزية)
- لينا بيرك على موقع ديسكوغز (الإنجليزية)
- لينا بيرك على موقع قاعدة بيانات الفيلم (الإنجليزية)